# Erster Kreisbeigeordneter
Der Erste (Kreis-)Beigeordnete, Kreisdirektor, Erste Landesbeamter beim Landratsamt oder Erste Kreisrat ist ein leitender Kommunalbeamter eines Landkreises und allgemeiner Vertreter des Landrats in Deutschland.
In Hessen bspw. wird dieser gemäß  § 37 Abs. 2 HGO durch den Kreistag gewählt. Seine Amtszeit gilt 6 Jahre.

## Bezeichnungen
- Kreisdirektor: Nordrhein-Westfalen, dort und in Niedersachsen war dies früher die Bezeichnung des Vertreters des Oberkreisdirektors
- Erster Landesbeamter beim Landratsamt: Baden-Württemberg (siehe Erster Landesbeamter)
- Erster Beigeordneter: Brandenburg, Sachsen-Anhalt
- Erster Kreisbeigeordneter: Hessen, Rheinland-Pfalz, Saarland
- Erster Kreisrat: Niedersachsen
- Hauptamtlicher Beigeordneter: Sachsen, Thüringen

## Bundesländer

### Nordrhein-Westfalen
In Nordrhein-Westfalen bestellt der Kreistag eines Landkreises aus den leitenden hauptamtlichen Beamten des Kreises einen allgemeinen Vertreter für den Landrat. Dieser führt die Amtsbezeichnung Kreisdirektor und muss über die Befähigung zum Richteramt oder zum höheren Verwaltungsdienst sowie über eine mehrjährige praktische Erfahrung in einer dem Amt angemessenen hauptamtlichen Verwaltungstätigkeit verfügen. Die Hauptsatzung des jeweiligen Landkreises kann bestimmen, dass der Kreisdirektor durch den Kreistag für die Dauer von acht Jahren gewählt wird. Die Bestellung des Kreisdirektors ist in § 47 Kreisordnung NRW geregelt.

### Niedersachsen
In Niedersachsen können in den Landkreisen außer dem Hauptverwaltungsbeamten (Landrat) auch andere leitende Beamte nach Maßgabe der Hauptsatzung berufen werden. Für die nicht repräsentative Vertretung des Landkreises – diese wird von den ehrenamtlichen stellvertretenden Landräten wahrgenommen – hat der Landrat einen allgemeinen Stellvertreter. Bei Verhinderung des Landrates tritt gemäß § 81 Abs. 2 Satz 4 NKomVG sein allgemeiner Vertreter an seine Stelle.
Dieser führt gemäß § 108 Abs. 1 Ziffer 4 NKomVG die Amtsbezeichnung Erster Kreisrat, wenn ihm das Amt des allgemeinen Stellvertreters übertragen ist. Alle übrigen Beamten auf Zeit führen die Bezeichnung Kreisrat.
Der Erste Kreisrat wird gemäß § 109 Abs. 1 NKomVG auf Vorschlag des Landrates vom Kreistag für eine Amtszeit von acht Jahren gewählt. Er muss dabei die für sein Amt erforderliche Eignung, Befähigung und Sachkunde besitzen. Der Erste Kreisrat ist hauptamtlich tätig und in das Beamtenverhältnis auf Zeit zu berufen.

## Historisches
Historisch wurden in einigen Gebieten Deutschlands andere Verwaltungsämter als Kreisdirektor bezeichnet. So war Kreisdirektor beispielsweise
- im Herzogtum Anhalt, im Freistaat Anhalt und im Land Anhalt bis zur Einführung der Deutschen Gemeindeordnung vom 1. April 1935 die Amtsbezeichnung für den Landrat
- im Herzogtum Braunschweig, im Freistaat Braunschweig und im Land Braunschweig bis zur Einführung der Deutschen Gemeindeordnung vom 1. April 1935 die Amtsbezeichnung für den Landrat
- im Reichsland Elsass-Lothringen 1871 bis 1918 die Amtsbezeichnung für den Landrat[3]
- in Teilen der Altmark im 19. Jahrhundert der Titel eines Vertreters der Stände[4]
- im Großherzogtum Baden ab 1809 der Vorsitzende des Kreis-Direktoriums[5]